# Vaga de Colorado de 1913
La vaga de Colorado de 1913 fou un aixecament dels miners de carbó de la regió de Colorado que acabà amb enfrontaments violents amb l'exèrcit. Es considera la vaga amb més morts de la història dels Estats Units, fins al punt que també se l'ha anomenat "guerra del carbó de Colorado".

## Esdeveniments
Els miners de Colorado van exigir en una reunió el 1913 als seus patrons que implementessin una sèrie de millores, com ara la jornada de vuit hores diàries, el pagament de les feines auxiliars i no solament l'extracció directa del carbó, possibilitat d'accedir a càrrecs de control de l'empresa, millores en els habitatges i assistència mèdica. Davant la negativa dels amos de les mines, van decidir convocar una vaga massiva. Els miners i les seves famílies van abandonar fins i tot les cases on vivien, propietat de l'empresa minera, i es van instal·lar en campaments muntats pels sindicats, en assentaments que van allotjar fins a 10 000 persones en total (gairebé la totalitat d'empleats de les companyies privades).
El campament més gran, Ludlow, contenia tendes de campanya per a més de 1200 persones, totes elles depenent de les empreses de John D. Rockefeller. Aquest va contractar la Baldwin–Felts Detective Agency, una companyia especialista a trencar vagues i amb reputació de força violència. Els seus homes van dur a terme diversos atacs nocturns a les tendes, incloses ràtzies amb cotxes armats amb metralladores.
Un matí va aparèixer el cadàver d'un empleat de la companyia a l'exterior del perímetre i això va provocar l'ordre oficial de destruir el campament. Membres de l'exèrcit van obrir foc contra els vaguistes, els quals van respondre contraatacant amb pistoles i armes casolanes. Els soldats van demanar reforços i els sindicalistes d'arreu del país van apropar-se per donar armes als vaguistes i lluitar amb ells. També van iniciar una campanya de destrucció de les mines i la maquinària propietat de les empreses involucrades en la massacre de Ludlow. Els enfrontaments van durar mesos.
La vaga es perllongà fins a finals de 1914, quan els sindicats van quedar-se sense diners per donar suport a les famílies dels vaguistes i aquests van haver de tornar a la feina a les mines.

## Conseqüències
La vaga va suposar la mort de gairebé 200 persones i desenes de ferits. Davant la indignació pública, els Rockefeller van prometre millorar les condicions de vida dels miners. Per això van contractar el progressista William Lyon Mackenzie King per supervisar un pla de reformes. La vaga va forçar a la implantació efectiva de les vuit hores arreu del país per llei i es va prohibir el treball infantil. Igualment es van millorar els edificis i serveis de les colònies mineres de la regió.
El Congrés va investigar els incidents de Ludlow i ordenà pagar indemnitzacions als familiars dels afectats. També va erigir un monument en memòria de les víctimes. Diverses cançons populars de cantants country recorden els fets.